# Nigramma malgassica
Nigramma malgassica är en fjärilsart som beskrevs av Sir George Hamilton Kenrick 1917. Nigramma malgassica ingår i släktet Nigramma och familjen nattflyn. Inga underarter finns listade i Catalogue of Life.